# MagnifiScience Centre
Le MagnifiScience Center (MSC) est un centre d'exposition conçu selon le concept de centre scientifique dans la ville pakistanaise de Karachi. Géré par une fondation à but non lucratif, il propose des expositions pour promouvoir l'intérêt pour la pensée scientifique, l'éducation, les connaissances et la méthodologie scientifique.
La majorité des expositions sont conçues pour être interactives et invitent ainsi à s’immerger activement dans le sujet. Cette interactivité est particulièrement adaptée aux enfants, mais s’adresse également aux personnes de tous les autres groupes d'âge, et ce plus facilement que les musées classiques.
Le bâtiment de plusieurs étages est situé près de la gare principale sur I.I. Chundrigar Road, le centre commercial et financier de la métropole portuaire, et a ouvert ses portes en septembre 2021. Conformément à sa vision "La science est pour tous", le MSC promeut l'enseignement des sciences de manière interactive, expérientielle et informelle, qui vise à éveiller la curiosité et à encourager la pensée critique et la résolution de problèmes. Une approche informelle et inclusive vise à éliminer les obstacles à l'éducation STIM dans le pays, en particulier pour les personnes handicapées physiques ou celles qui ont des déficiences visuelles, de la parole ou de l'ouïe.
Les expositions interactives, dont la plupart ont été réalisées sur place, permettent aux visiteurs d'explorer de manière indépendante divers concepts et idées scientifiques et de clarifier le contexte scientifique dans la vie quotidienne. Un écosystème de mangrove a été créé dans la partie intérieure centrale du bâtiment, expliquant l'importance écologique de ces habitats humides le long de la côte pakistanaise.
Le MagnifiScience Center est un projet de et géré par la Dawood Foundation, une organisation à but non lucratif certifiée par le Pakistan Center for Philanthropy (PCP).